# Scotinotylus pollucis
Espèce
Scotinotylus pollucis est une espèce d'araignées aranéomorphes de la famille des Linyphiidae.

## Distribution
Cette espèce est endémique des États-Unis. Elle se rencontre en Arizona et au Colorado.

## Description
Les mâles mesurent  de 1,85 à 2,05 mm et la femelle 1,9 mm.

## Publication originale
- Millidge, 1981 : The erigonine spiders of North America. Part 3. The genus Scotinotylus Simon (Araneae: Linyphiidae). Journal of Arachnology, vol. 9, p. 167-213 (texte intégral).